# 拉拉斯特里利亚
拉拉斯特里利亚，是西班牙卡斯蒂利亚-莱昂塞戈维亚省的一个市镇。 总面积9平方公里，总人口2000人（2001年），人口密度222人/平方公里。